# Cerro Largo
Cerro Largo là một đô thị thuộc bang Rio Grande do Sul, Brasil. Đô thị này có diện tích 177,674 km², dân số năm 2007 là 12487 người, mật độ 70,28 người/km².